# Breathitt megye
Breathitt megye az Amerikai Egyesült Államokban, azon belül Kentucky államban található. Megyeszékhelye és legnagyobb városa Jackson. Lakosainak száma 13 718 fő (2020. április 1.). Breathitt megye Wolfe, Magoffin, Knott, Perry, Owsley és Lee megyékkel határos.

## Népesség
A megye népességének változása:
| Lakosok száma | 13 858 | 13 840 | 13 627 | 13 545 | 13 484 | 13 718 |
|               | 2010   | 2011   | 2012   | 2013   | 2015   | 2020   |